# Карлигу Мик (Бузау)
Карлигу Мик (рум. Cârligu Mic) насеље је у Румунији у округу Бузау у општини Глодеану-Силиштеа. Oпштина се налази на надморској висини од 75 m.

## Становништво
Према подацима из 2002. године у насељу је живело 152 становника, од којих су сви румунске националности.